# Kerimäki kyrka
Kerimäki kyrka (finska: Kerimäen kirkko) är en av världens största kyrkor av trä och ritades 1844 av arkitekten Anders Fredrik Granstedt. Efter tre års byggnation stod kyrkan färdig den 25 september 1847. Kyrkan är 45 meter lång och 42 meter bred. Den inre takhöjden är 27 meter och den yttre 37 meter. Kyrkan rymmer fler än 5 000 besökare, varav 3 300 är sittplatser. Sveriges största träkyrka Stensele kyrka rymmer 2 000 personer varav 1 800 är sittplatser. Gustaf Vasa kyrka i Stockholm rymmer i jämförelse 1 500 besökare varav 1 200 är sittplatser.
Kyrkan sägs ha blivit så stor på grund av förvirring mellan fot och meter, men ritningarna finns bevarade och motsäger detta. Orsaken antas vara kyrkoherden Fredrik Neovius åsikt att halva församlingen bör rymmas i kyrkan och de marknader som lockade utsocknes till kyrkan. Kerimäki kyrka finns beskriven i Arto Paasilinnas novell "Milda makter", en kyrka stor och öde nog att låta flytta Gud och Himmelriket till. Kyrkan har även en central roll i romanen Uppdrag: skyddsängel av samma författare.

### Fotnoter
1. ↑  Kerimäki kyrka Arkiverad 19 februari 2014 hämtat från the Wayback Machine.